# Eulepte levalis
Eulepte levalis là một loài bướm đêm trong họ Crambidae.